# Orchard Hall

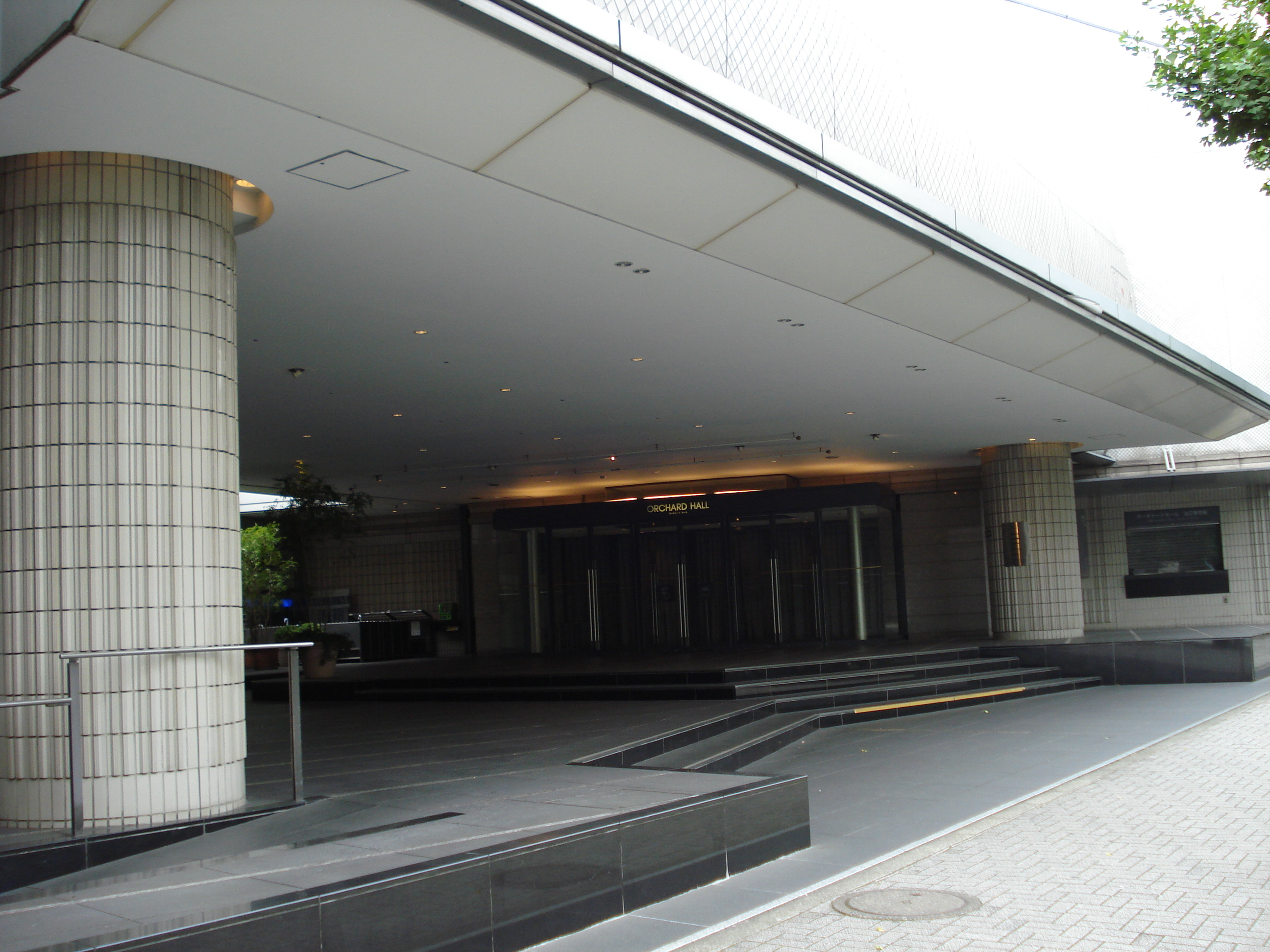
Die Orchard Hall in Tokio

Die Orchard Hall (jap. オーチャードホール, Ōchādo Hōru) ist ein 1989 in Dōgenzaka, im Stadtbezirk Shibuya, Tokio erbautes und am 3. September eröffnetes Konzerthaus für Klassische Musik, Oper und Ballett. Das Konzerthaus ist Bestandteil eines großen Gebäudekomplexes, der „Kultureinrichtung Bunkamura“. Die vielseitigen Einrichtungen des Bunkamura sind durch ein Farbschema kenntlich gemacht. Der Orchard Hall ist in diesem Farbschema die Farbe Rot zugeordnet. Entsprechend der Wortbedeutung, „Obstgarten“ (orchard) soll die Farbe Rot Fruchtbarkeit signalisieren. Das Konzerthaus besitzt 2150 zugelassene Plätze. Es ist der Hauptspielort des Tokio Philharmonie Orchesters (東京フィルハーモニー交響楽団, Tōkyō Firuhāmonī Kōkyō Gakudan) und des NHK-Sinfonieorchesters.
Die Orchard Hall ist zudem der Veranstaltungsort für das International Film Festival Tokyo im Oktober und für die Veranstaltung „Act against AIDS“ am 1. Dezember. Die Planung des Gebäudes oblag dem Architekturbüro Ishimoto (石本建築事務所, Ishimoto Kenchiku Jimusho), betrieben wird die gesamte Kultureinrichtung von der Firmengruppe Tokyu Group.